# 巴西—哥斯達黎加關係
巴西－哥斯大黎加關係（葡萄牙語：Relações entre Brasil e Costa Rica）是指巴西和哥斯大黎加的双边关系。

## 历史
巴西總統阿方索·佩納於1906年宣布巴西與哥斯大黎加建交並在哥首都圣何塞開設代表處，而哥斯大黎加前總統阿斯森西昂·埃斯基韋爾·伊瓦拉亦於當年代表哥斯达黎加前往巴西首都里约热内卢參加第三屆泛美会议。但哥斯大黎加直到1953年才在里约热内卢開設駐巴西大使館並任命路易斯·多布雷斯·桑切斯（西班牙語：Luis Dobles Sánchez）為駐巴西大使。
進入21世紀，兩國之間就國際組織和地域問題的協調促進了雙邊關係的積極發展。同時，巴西和哥斯達黎加兩國政府亦同意加強雙邊技術合作，並多次就解決衛生健康、環境、農業等不同問題舉行協商會議。哥斯達黎加政府在2010年5月25日採用日本、巴西改良自歐規DVB系統的SBTVD（即ISDB）做為哥斯大黎加國內數位電視的訊號標準，並於2012年3月19日開始廣播。2019年，巴、哥雙邊貿易額達3.373億美元。其中，巴西出口總額達2.877億美元，而巴西進口總額達4,960萬美元。雙邊貿易為巴西帶來了2.381億美元的貿易順差。南方共同市場亦於2020年9月開始與哥斯大黎加討論簽訂自由貿易協定。

## 高规格访问
巴西访哥
- 总统费尔南多·恩里克·卡多佐 (2000年)
- 总统路易斯·伊纳西奥·卢拉·达席尔瓦 (2009年) [4]
- 总统迪爾瑪·羅賽芙 (2015年) [5]

哥斯大黎加访巴
- 總統何塞·菲格雷斯·费雷尔 (1974年)
- 總統何塞·瑪麗亞·菲格雷斯 (1997年)
- 總統米格爾·安赫爾·羅德里格斯 (1999年)
- 總統奧斯卡·阿里亞斯·桑切斯 (2008年)
- 總統路易斯·吉列爾莫·索利斯 (2014年) [6]